# Vizegrafschaft Avranches
Die Vizegrafschaft Avranches mit der Hauptstadt Avranches war eine Grenzregion zwischen der (heutigen) Normandie und der Bretagne. Sie stand bis zum Jahr 936 unter der Oberhoheit des Herzogs von Bretagne, dann wurde sie an den Herzog von Normandie abgetreten.
Vizegraf Hugues nahm nicht direkt an der normannischen Eroberung Englands teil, unterstützte aber Wilhelm den Eroberer mit 60 Schiffen und bekam nach dem normannischen Sieg die Grafschaft Chester zugesprochen, so dass ab nun Chester und Avranches unter gleicher Herrschaft standen.
Der französische König Ludwig IX. der Heilige kaufte das Land 1236 nach dem Tod des letzten Vizegrafen, Ranulph III.
Sie gehörte später zu dem Gebiet, das an Karl II. den Bösen, König von Navarra und Graf von Évreux abgetreten wurde. 1378 wurde es endgültig von der Krone beschlagnahmt.

## Vizegrafen von Avranches
Folgende Personen waren Vizegraf von Avranches:
- Richard Le Goz († 1082)
- Hugues, 1. Earl of Chester († 1101), dessen Sohn
- Richard d’Avranches, 2. Earl of Chester († 1120), dessen Sohn
- Ranulph le Meschin, 1. Earl of Chester († 1129)
- Ranulph de Gernon, 2. Earl of Chester († 1153)
- Hugh de Kevelioc, 3. Earl of Chester († 1181)
- Ranulph de Blondeville, 4. Earl of Chester († 1232)